# تشارلز ثورن
تشارلز ثورن (بالإنجليزية: Charles Thorn) (و. 1946 – م) هو فيزيائي، وأستاذ جامعي 
وهو عضواً في الجمعية الفيزيائية الأمريكية .

## التعليم
تعلم في معهد ماساتشوست للتكنولوجيا، وجامعة كاليفورنيا، بركلي

## مناصب وهيئات
أدار جامعة فلوريدا.